# 10101 Fourier
10101 Fourier (1992 BM2) là một tiểu hành tinh vành đai chính được phát hiện ngày January 30th, 1992 bởi Eric Walter Elst ở Đài thiên văn Nam Âu. Nó được đặt theo tên French nhà toán học Joseph Fourier.